# Val-des-Bois
Pour les articles homonymes, voir Villeneuve.
Val-des-Bois est une municipalité du Québec (Canada), située dans la municipalité régionale de comté (MRC) de Papineau dans la région administrative de l'Outaouais. Elle est située sur la rive est de la rivière du Lièvre à environ 40 km au nord de Gatineau.

## Histoire
Le recensement de la province du Canada du canton de Villeneuve de 1861 fait état de la présence de 13 cellules familiales composées de 93 personnes. Les noms de famille qui apparaissent à ce recensement sont les suivants : Lépine (8 personnes), Lapratte (6 personnes), Lefebvre (11 personnes), David (12 personnes, 2 cellules familiales), Durand (7 personnes), Faubert (9 personnes), Seguin (6 personnes), Larocque (11 personnes), Prévost (11 personnes, 2 cellules familiales), Doe (1 personne), Saint-Denis (11 personnes).
Au même recensement, pour le canton de Bowman, celui-ci fait voir que quatre chantiers sont tenus dans ce canton; premier camp (16 personnes) second camp (19 hommes) troisième camp (40 hommes) et quatrième camp (40 hommes). De plus, 19 familles sont établies dans le même canton.
Dans son rapport daté du 6 juin 1893, adressé à l'honorable E.J. Flynn, commissaire des terres de la Couronne de la province de Québec, G.C. Rainboth termine ainsi son rapport: « Presque tous les lots faisant front sur la rivière, dans la partie du canton qui est depuis longtemps divisée, sont pris et il s'y trouve une classe de gens industrieux demeurant sur les bords de la rivière [rivière du Lièvre] et jouissent des avantages de la civilisation à un degré inconnu dans beaucoup d'autres colonies prospères. »
Le canton est organisé, et, pour les fins municipales, il est uni au canton voisin de Bowman. Il y a un bureau de poste, nommé Val-des-Bois, et une chapelle catholique propre et commode confiée aux soins du révérend W.D. Richer, qui s'intéresse vivement à la colonisation. Un steamer fait quotidiennement le service de descente et de remonte depuis High Falls jusqu'à la chute Les Pins, parcours de plus de vingt milles de navigation non interrompue, et il est en correspondance avec le steamer naviguant sur la partie inférieure, parcours de 25 milles, de High Falls jusqu'à Buckingham, formant une des plus jolies routes navigables du Canada.
L'industrie minière n'y est encore que peu développée. Beaucoup de minéraux s'y rencontrent, et parmi les capitalistes miniers du monde, le canton de Villeneuve est aussi bien connu de nom que quelques-uns des endroits miniers les plus fameux du monde. Il est destiné sans doute à devenir tôt ou tard le centre d'opérations minières considérables.

### Chronologie
- 1853 : L'arpenteur J.W.Maçon réalise l'arpentage primitif du futur canton de Villeneuve.
- 1869 : Première concession d'une lettre-patente, dans le canton Villeneuve à Andrew Thomson le 31 mai 1869, sur le demi-lot A du Rang IX, de ce canton (59 acres).
- 1873 : Érection légale du canton de Villeneuve, le 19 février 1873.
- 1878 : Ouverture du premier bureau de poste. Il porte le nom du bureau de poste de Val-des-Bois, et donnera son nom, plus tard, au village.
- 1885 : Constitution de la municipalité des cantons unis de Bowman-et-Villeneuve à partir des cantons cadastraux homonymes.
- 1891 : Le 1er janvier 1891 est ouvert le premier registre permettant l'inscription des naissances, mariages et sépultures de cette mission.
- 1893: G.C. Rainboth, arpenteur, répond à la demande du Commissaire des Terres de la Couronne E.J. Flynn, datée du 9 novembre 1892, et lui rend compte du lotissement d'une partie du Canton de Villeneuve, dans un rapport daté du 6 juin 1893.
- 1898 : Première requête signée par 43 francs-tenanciers de la municipalité des cantons unis de Bowman-et-Villeneuve pour obtenir l'érection canonique d'une paroisse. L'archevêché d'Ottawa ne donne pas suite à cette requête.
- 1907 : Le 2 décembre 1907, 74 résidents de la municipalité des cantons unis de Bowman et Villeneuve signent une seconde requête pour l'obtention d'une paroisse.
- 1908 : Décret d'érection canonique de la paroisse de Notre-Dame-de-la-Garde, couvrant la quasi-totalité des cantons Bowman et Villeneuve, le 12 février 1908.
- 1913 : La municipalité est amputée de la municipalité de canton de Bowman et celle-ci change son nom en municipalité de canton de Villeneuve.
- 1929 : Construction d'un barrage à la chute de High Falls par la James Maclaren Company. Vingt-et-une famille sont délogées par la hausse des eaux de la rivière du Lièvre.
- 1958 : Villeneuve change son nom en municipalité de Val-des-Bois.

## Démographie
| 1991 | 1996 | 2001 | 2006 | 2011 | 2016 | 2021 |
| ---- | ---- | ---- | ---- | ---- | ---- | ---- |
| 624  | 668  | 732  | 873  | 938  | 865  | 920  |

## Administration
Les élections municipales se font en bloc pour le maire et les six conseillers.
| Val-des-Bois Maires depuis 2001                                                                                      |                  |         |          |
| Élection | Maire            | Qualité | Résultat |
| 2001 | Marcel Proulx    |         | Voir     |
| 2005 | Marcel Proulx    | Voir    |          |
| 2009 | Marcel Proulx    | Voir    |          |
| 2013 | Daniel Rochon    |         | Voir     |
| 2015 | Roland Montpetit |         | Voir     |
| 2017 | Roland Montpetit | Voir    |          |
| 2021 | Roland Montpetit | Voir    |          |
| Élection partielle en italique Depuis 2005, les élections sont simultanées dans toutes les municipalités québécoises |                  |         |          |

## Patrimoine naturel
La forêt ancienne du Lac-de-l'Écluse est située au sud-est de la municipalité. Elle protège l'une des plus grandes forêts feuillues anciennes au Québec. L'est de la municipalité est aussi largement couvert par la réserve faunique de Papineau-Labelle, qui comporte le bureau administratif.

## Galerie photos

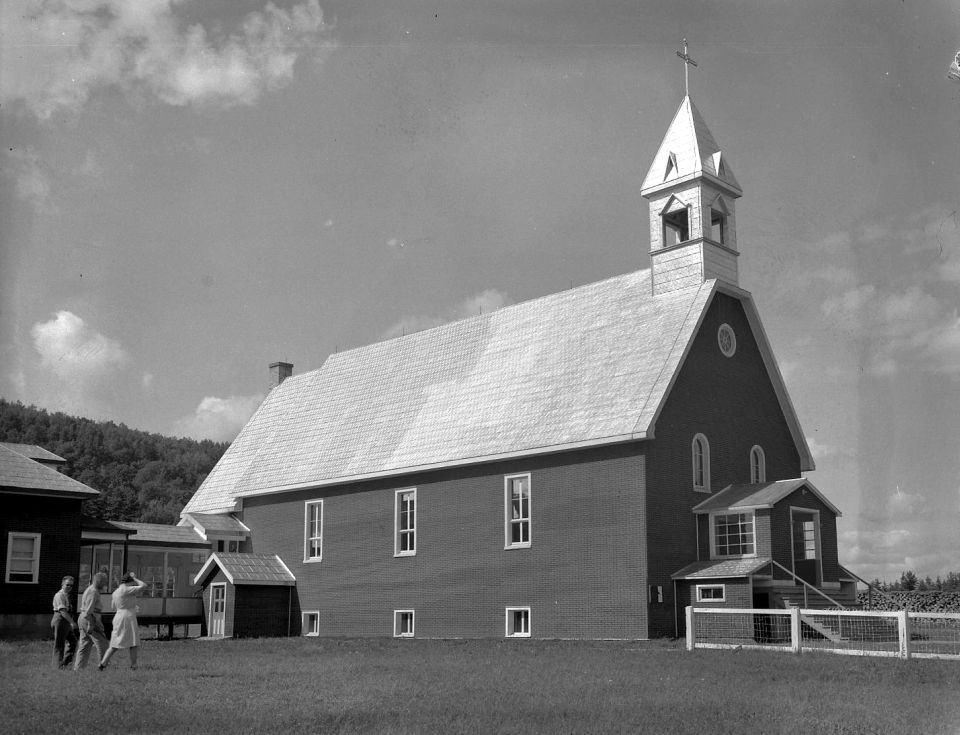
L'église Notre-Dame-de-la-Garde en 1947
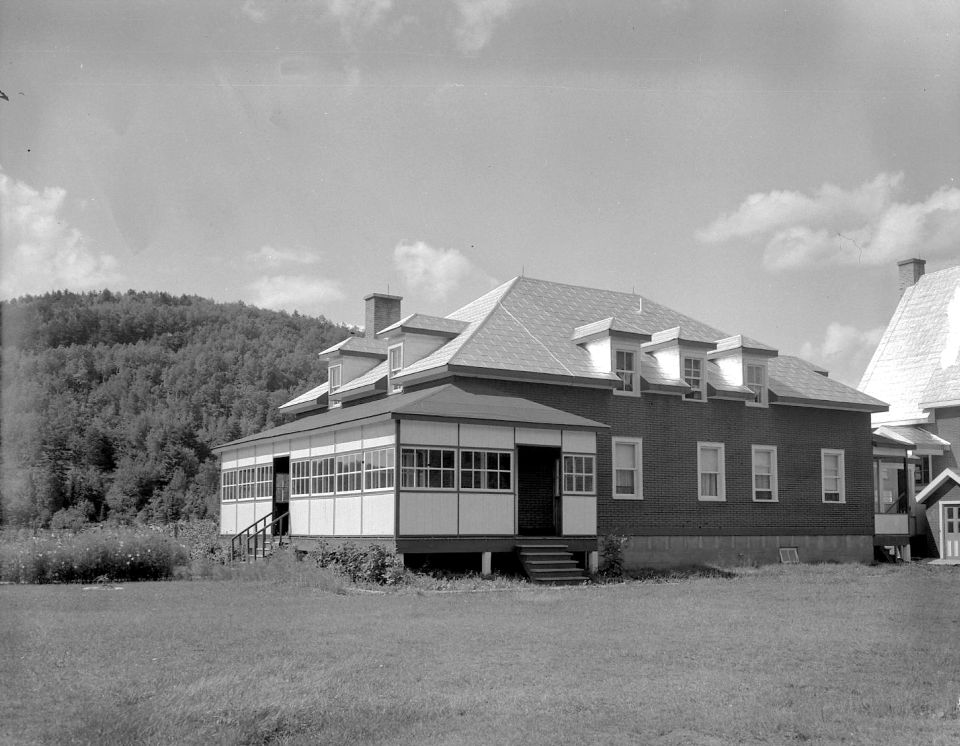
Le presbytère, jouxtant l'église, en 1947
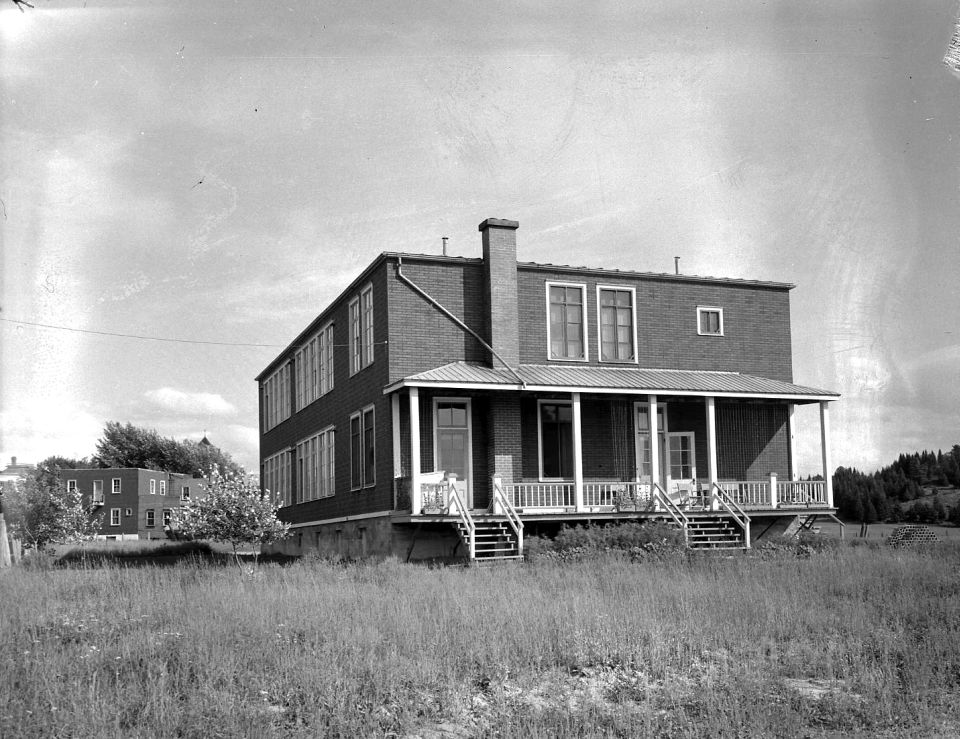
Cet immeuble ne correspond à aucun de ceux construits dans Villeneuve. Bien que la source, provenant de BAnQ indique le contraire.